# Пащенко, Сергей Юрьевич
Серге́й Ю́рьевич Па́щенко (рум. Serghei Paşcenco; 18 декабря 1982, Тирасполь, СССР) — молдавский и российский футболист, бывший вратарь клуба «Шериф» и сборной Молдавии. С 1 июля 2024 года спортивный директор «Шерифа»

## Карьера

### Клубная

#### Начало карьеры
Воспитанник тираспольского клуба «Шериф», за который выступал четыре сезона. Также играл за другие молдавские клубы — «Динамо» Бендеры, «Олимпия» (Бельцы), «Тирасполь». В 2008 году провёл одну игру за российский клуб «Алания», в сезоне 2011/12 выступал за оренбургский «Газовик». В 2011 году, играя за бельцкую «Олимпию», с пенальти забил гол в ворота бендерского «Динамо». Этот гол стал его вторым с пенальти за карьеру, первый раз он отличился, выступая за «Шериф».

#### «Малаван»
С 2012 года защищал цвета иранского клуба «Малаван». Первый матч провёл против «Сепаса» и не пропустил ни одного мяча. В конце 2013 года покинул «Малаван», как сообщил официальный сайт клуба, связано это было с семейными обстоятельствами, которые вынудили футболиста вернуться в Молдавию.

#### Возвращение в «Шериф»
В начале 2014 года начал тренироваться на турецких сборах со своей родной командой — тираспольским «Шерифом». 19 февраля вышел в стартовом составе на игру против нижегородской «Волги» в рамках товарищеского матча на сборах. В апреле Вячеслав Руснак, главный тренер тираспольской команды, заявил, что имеются юридические вопросы с иранской стороны, которая тормозит процесс перехода Пащенко в команду. В июне 2014 года было официально объявлено о переходе Пащенко в «Шериф». После ухода из клуба Луваннора Пащенко стал капитаном, дебютировал в этой роли 25 июля в игре против ФК «Тирасполь». 24 мая 2015 года выиграл с командой Кубок Молдавии 2014/15. 18 июня стало известно, что Пащенко покидает команду в связи с окончанием контракта.

#### Возвращение в «Малаван»
В конце июня 2015 года СМИ сообщили, что Пащенко достиг договорённости о подписании контракта с иранским клубом «Персеполис», однако через месяц стало известно, что вратарь подписал контракт на один год с «Малаваном», за который уже выступал с 2012 по 2013 год.

#### «Заря» Бельцы
В феврале 2016 года перешёл в клуб «Заря» Бельцы, с которым выиграл Кубок Молдавии сезона 2015/16. На следующий год он с командой дошел до финала Кубка Молдавии, где со счётом 0:5 проиграли тираспольскому клубу «Шериф».

#### «Шериф»
В начале января 2018 года подписал контракт с тираспольским клубом «Шериф». В этом же году с командой завоевал золотые медали чемпионата.
В конце июня закончился контракт и тогда же завершил карьеру игрока.

### Сборная
Сергей Пащенко защищает ворота сборной с 2005 года. Дебютировал за национальную команду 12 октября 2005 года в отборочном матче на чемпионат мира 2006 против сборной Италии, Молдавия тогда проиграла со счётом 1:2, Пащенко отыграл все 90 минут. На данный момент Сергей провёл за сборную 16 игр. 10 января 2017 года спустя несколько лет был снова вызван в состав сборной страны для подготовки к товарищескому матчу с Катаром. В игре 17 января вышел на поле на 46 минуте, матч закончился вничью 1:1.

### Тренерская
С 2019 по 2024 год был тренером вратарей в родном клубе «Шериф».

### Менеджера
С 1 июля 2024 года стал спортивным директором футбольного клуба «Шериф».

## Семья
Брат Александр также футболист, играет на позиции полузащитника, до 2014 года выступал за «Шериф».

## Статистика выступлений

### В сборной
По состоянию на 27 февраля 2018 года
| Сборная          | Сезон | Матчи | Голы |
| ---------------- | ----- | ----- | ---- |
| Сборная Молдавии |       |       |      |
| 2005             | 1     | 0     |      |
| 2006             | 5     | 0     |      |
| 2007             | 6     | 0     |      |
| 2012             | 1     | 0     |      |
| 2013             | 3     | 0     |      |
| 2017             | 3     | 0     |      |
| 2018             | 1     | 0     |      |
| Итого            | Итого | 20    | 0    |

## Достижения

### Командные
- Чемпион Молдавии (4): 2005, 2006, 2007, 2018
- Бронзовый призёр чемпионата Молдавии (1): 2014/15
- Обладатель Кубка Молдавии (3): 2005/06, 2014/15, 2015/16
- Финалист Кубка Молдавии (1): 2016/17
- Обладатель Суперкубка Молдавии (2): 2005, 2007
- Финалист Суперкубка Молдавии (2): 2014, 2016
- Обладатель Кубка чемпионов Содружества (1): 2003[29]

### Личные
- Лучший вратарь Молдавии (3): 2005[30], 2006[31], 2014[32]
- Мастер спорта Приднестровья[24]

### Государственные награды
- Медаль «За трудовую доблесть» (30 декабря 2021 года, ПМР) — за большой вклад в развитие футбола, высокие спортивные достижения, волю к победе, стойкость и целеустремлённость, проявленные в самом престижном клубном турнире мира — Лиге чемпионов УЕФА, и в связи с 25-летием со дня образования закрытого акционерного общества «Спортивный клуб «Шериф»[33]